# Cooperamos Tolima
Cooperamos Tolima, también conocido como Cooperamos Tolima de Ibagué fue un club de fútbol Profesional Colombiano de la Primera B, que actuaba como local en el Estadio Manuel Murillo Toro de Ibagué, Tolima.

## Historia
Su fundación se remonta a 1987, cuando la Cooperativa Ibaguereña Cooperamos la creó como equipo aficionado. Con el apoyo económico de la creciente cooperativa, ganó varios torneos semiprofesionales a nivel regional y nacional, entre ellos el Pony Fútbol en 1991 y 1993; en 1994, ingresó en la Categoría Primera C de la División Mayor del Fútbol Colombiano y actuó como local en el Estadio Manuel Murillo Toro de Ibagué, alcanzando el puesto 14 entre 87 equipos. Dirigidos por Jorge Luis Bernal, quedó entre los seis finalistas a fines de 1995, y en febrero de 1996, logran el título de la categoría Primera C con el que ascienden a la Primera B: disputaron la Copa Concasa entre 1996-97 y 2000, etapa en la que sería uno de los seis finalistas en 1997. En 2001 desaparecería debido a los problemas financieros de la Cooperativa Cooperamos Tolima.
Fue en este club donde el exarquero de Hernan Torres finalizó su carrera (militó en el cooperativo entre 1998 y 1999), quien fue entrenador del Deportes Tolima, y también por ser el club debut de Elson Becerra, Freddy Guarín y del también ibaguereño Jorge Luis Bernal como técnico, quien dirigiría al Cooperamos entre 1997 y 2000.

## Temporada 2000 – Cooperamos Tolima en la Primera B[14]
En el año 2000, el club profesional tolimense compitió en la Categoría Primera B del fútbol colombiano bajo el nombre de Cooperamos Tolima, en un contexto institucional marcado por dificultades económicas y administrativas del equipo principal, Deportes Tolima. Debido a un acuerdo de patrocinio con la cooperativa Cooperamos, se consolidó un proyecto deportivo que permitió mantener la representación del departamento en la segunda división profesional.
El equipo fue dirigido por el técnico tolimense Jorge Luis Bernal, acompañado por Carlos Heberto Ángel (asistente técnico), Carlos Portela (preparador físico) y Jair Rubio (kinesiólogo). La nómina fue conformada en su mayoría por jugadores jóvenes, varios de ellos oriundos de la región, junto con refuerzos de otras zonas del país.
Plantel 2000:
- Arqueros: Carlos Chávez, Carlos Rodríguez
- Defensores: Jairo Escobar, Felipe Roncancio, Ricardo Trujillo, Gary Tovar, Mauricio Molina
- Volantes: Daniel Montoya, Mauricio Rivera, Geovanni Álvarez, Jhojan Caicedo, Edilberto Salazar
- Delanteros: Luis Alfredo Pardo, Edison Guzmán, Hollman Rosas, Fabián Vanegas, Alder Cortés, Hugo Cardozo

A lo largo del campeonato, varios jugadores se destacaron por su rendimiento, entre ellos el arquero Carlos Chávez, el defensor Jairo Escobar, los volantes Daniel Montoya y Geovanni Álvarez, así como los delanteros Edison Guzmán, Hugo Cardozo y el bogotano Luis Alfredo Pardo, quien aportó movilidad y gol al frente de ataque.
A pesar del compromiso mostrado, las dificultades financieras de la cooperativa llevaron a la disolución del equipo hacia finales del año. Su paso por la segunda división dejó un legado formativo y competitivo dentro de la historia del fútbol tolimense.
Artículo elaborado como contribución histórica con base en fuentes orales, registros locales y testimonios de jugadores de la época.

## Datos del Club
- Temporadas en :1.ª (0)
- Temporadas en : 2.ª:  5 (1996-97-2000)
- Temporadas en : 3.ª 3(1994-1995-96)

## Palmarés
- Categoría Primera C de la Dimayor: 1995
- Regional Pony fútbol: 1991, 1993, 1994.